# Robert Anderson Hall
Robert Anderson Jr. Hall (Raleigh, 4 aprile 1911 – Ithaca, 2 dicembre 1997) è stato un linguista e critico letterario statunitense, specialista in lingue romanze.

## Biografia
Robert Anderson Hall Jr. studiò nelle università di Princeton, Roma e Chicago. Dal 1937 al 1939 insegnò all'Università di Porto Rico, successivamente all'Università di Princeton e alla Brown University. Nel 1946 insegnò alla Cornell University, dove fu dapprima professore associato, poi dal 1950 fino al suo pensionamento, avvenuto nel 1976, fu professore ordinario di linguistica e di italiano.
Hall fu uno dei primi promotori della linguistica delle lingue creole. Studiò in particolare la lingua sranan tongo del Suriname e la lingua creola haitiana. Sotto gli auspici dello United States Armed Services Institute, nel 1943 scrisse una descrizione strutturalista del pidgin parlato in Papua Nuova Guinea (Melanesian pidgin English, 1943).
Hall si interessò di linguistica generale secondo l'orientamento dello strutturalismo di Bloomfield. Durante la seconda guerra mondiale organizzato il metodo di apprendimento della lingua parlata di successo per i militari. 
Si occupò di linguistica della lingua italiana, pubblicando nel 1958 Bibliografia della linguistica italiana e nel 1971 La struttura dell'italiano.
Ottenne la Guggenheim Fellowship nel 1973 e nel 1970
Hall si interessò all'opera di P. G. Wodehouse. Fu fra l'altro presidente della Wodehouse Society dal 1983 al 1985.

## Opere
- An Analytical Grammar of the Hungarian Language (1938)
- Bibliography of Italian linguistics (1941)
- The Italian Questione della lingua (1942)
- Melanesian Pidgin English: Grammar, Texts, Vocabulary (1943)
- New Ways to Learn a Foreign Language (1946)
- Descriptive Italian grammar (1948)
- Leave Your Language Alone (1950)
- Haitian Creole: Grammar, Texts, Vocabulary (1953)
- Hands Off Pidgin English! (1955)
- Italian for Modern Living (1959, nuova edizione 1974)
- Idealism in Romance Linguistics (1963)
- Introductory Linguistics (1964)
- Pidgin and Creole Languages (1966)
- An Essay on Language (1968)
- External History of the Romance Languages (1974)
- The Comic Style of P. G. Wodehouse (1974)
- Stormy Petrel in Linguistics (1975)
- American Linguistics: 1925-1969. Three essays with a Preface to the Reprint. Darmstadt: Wissenschaftliche Buchgesellschaft (1976)
- Proto-Romance Phonology (1976)
- Language, Literature, and Life (1978)
- Linguistics and Pseudo-Linguistics  (1978)
- Antonio Fogazzaro  (1978)
- The Kensington Rune-Stone is Genuine (1982)
- A Life for Language: a Biographical Memoir of Leonard Bloomfield (1990)